# 金丹菲
金丹菲（1990年2月27日—），韩国女子篮球运动员，2010年亚洲运动会女子篮球银牌得主、2014年亚洲运动会女子篮球金牌得主、2022年亚洲运动会女子篮球铜牌得主。